# Bell Center, Wisconsin
Bell Center là một làng thuộc quận Crawford, tiểu bang Wisconsin, Hoa Kỳ. Năm 2006, dân số của làng này là 116 người.